# Marianne Koch
Marianne Koch (n. 19 august 1931, München, Republica de la Weimar) este o actriță germană retrasă, cel mai cunoscută mai ales pentru aparițiile sale în filme western spaghetti și de aventuri din anii 1960. Ulterior, a lucrat ca prezentatoare de televiziune și ca medic.

## Carieră

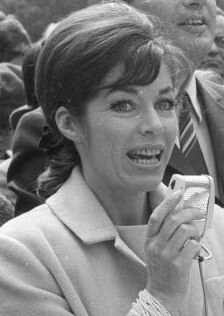
Koch în 1968

În perioada 1950 și 1971, Koch a jucat în peste 65 de filme. A avut numeroase roluri principale în cinematografia germană a anilor 1950 și 1960. În thrillerul american din 1954, Oamenii nopții, a apărut într-un rol secundar alături de Gregory Peck. Koch a avut, de asemenea, roluri importante în filmele hollywoodiene Patru fete în oraș și Interludiu, ambele din 1957. Este probabil cel mai cunoscută pe plan internațional pentru producția lui Sergio Leone din 1964 Pentru un pumn de dolari, alături de Clint Eastwood. Koch a interpretat rolul unei femei chinuite de gangsteri locali nemiloși, sfâșiată între soțul și copilul ei și răufăcători.
În Germania, a fost probabil cea mai cunoscută pentru participarea la popularul concurs TV Was bin ich?, adaptare germană a serialului american What's My Line?. Was bin ich? a fost transmis din anii 1950 până în 1988 și a obținut ratinguri de până la 75% în perioada sa de vârf.
În 1971, a continuat studiile medicale pe care le-a întrerupt la începutul anilor 1950 pentru a deveni actriță.  În 1974, a obținut o diplomă și a practicat medicina până în 1997 ca medic specialist de medicină internă la München. Tot în 1974, a fost una dintre primele gazde ale talk-show-ului german 3 nach 9, pentru care a primit Premiul Adolf Grimme, unul dintre cele mai prestigioase premii ale industriei de televiziune germane. A găzduit și alte emisiuni de televiziune, iar în 2014, încă avea un program de consiliere medicală la radio.

## Viață personală
Koch este fiica lui Marie Aumüller și a lui Rudolf Schindler⁠(d).
În 1953, Koch s-a căsătorit cu medicul Gerhard Freund (1922–2008), cu care are doi fii. Căsătoria s-a încheiat în 1973, după ce Freund a început o aventură cu Petra Schürmann, Miss World 1956, cu care s-a căsătorit ulterior.  Koch a avut ulterior o relație cu scriitorul Peter Hamm⁠(d), de la mijlocul anilor 1970 până la moartea sa în 2019. 

## Filme
- The Man Who Wanted to Live Twice⁠(d) (1950) – Katja Hesse
- Czardas of Hearts⁠(d) (1951) – Reporterin
- Dr. Holl⁠(d) (1951) – Anna
- The Secret of a Marriage⁠(d) (1951) – Musi Camphausen
- My Friend the Thief⁠(d) (1951) – Resl
- The Chaste Libertine⁠(d) (1952) – Gerty Seibold
- Dark Clouds Over the Dachstein⁠(d) (1953) – Christl, die junge Magd
- Scandal at the Girls' School⁠(d) (1953) – Marina von Leithen
- The Monastery's Hunter⁠(d) (1953) – Gittli
- The Poacher⁠(d) (1953) – Ursula
- Love and Trumpets⁠(d) (1954) – Bettina von Brixen
- Night People⁠(d) (1954) – Kathy Gerhardt
- Hubertus Castle⁠(d) (1954) – Geislein
- Bruder Martin (1954) – Rosl
- Ludwig II⁠(d) (1955) – Prinzessin Sophie
- Des Teufels General⁠(d) (1955) – Dorothea 'Diddo' Geiss
- The Blacksmith of St. Bartholomae⁠(d) (1955) – Marianne
- The Royal Waltz⁠(d) (1955) – Therese
- As Long as You Live⁠(d) (1955) – Teresa
- Zwei blaue Augen (1955) – Christiane Neubert
- The Marriage of Doctor Danwitz⁠(d) (1956) – Edith Danwitz – Mannequin
- If We All Were Angels⁠(d) (1956) – Elisabeth Kempenich
- Four Girls in Town⁠(d) (1957) – Ina Schiller
- Salzburg Stories⁠(d) (1957) – Konstanze
- Der Stern von Afrika⁠(d) (1957) – Brigitte
- Vater sein dagegen sehr⁠(d) (1957) – Margot Ventura geb. Sonnemann
- Interlude⁠(d) (1957) – Reni Fischer
- The Fox of Paris⁠(d) (1957) – Yvonne
- The Italians They Are Crazy⁠(d) (1958) – Cristina
- … und nichts als die Wahrheit (1958) – Mingo Fabian
- Die Landärztin (1958) – Dr. Petra Jensen
- Frau im besten Mannesalter (1959) – Carola Hauff
- The Woman by the Dark Window⁠(d) (1960) – Luise Konradin
- Heldinnen (1960) – Minna von Barnhelm
- Mit Himbeergeist geht alles besser (1960) – Hilde von Hessenlohe
- Spotlight on a Murderer⁠(d) (1961) – Edwige
- Blind Justice⁠(d) (1961) – Ingrid Hansen
- Napoleon II, the Eagle⁠(d) (1961) – Kaiserin Marie Louise
- Die Fledermaus⁠(d) (1962) – Rosalinde
- The Hot Port of Hong Kong⁠(d) (1962) – Joan Kent
- Liebling, ich muß dich erschießen (1962) – Jeannine Messmer
- The Devil's Agent⁠(d) (1962) – Nora Gulden
- Tim Frazer (1963, miniserial TV) – Helen Baker
- The Black Panther of Ratana⁠(d) (1963) – Dr. Marina Keller
- Death Drums Along the River⁠(d) (1963) – Dr. Inge Jung
- Ultima cavalcadă spre Santa Cruz (1964) – Elizabeth Kelly
- The Monster of London City⁠(d) (1964) – Ann Morlay
- Pentru un pumn de dolari (1964) – Marisol
- Frozen Alive⁠(d) (1964) – Dr. Helen Wieland
- Trunk to Cairo⁠(d) (1965) – Helga Schlieben
- Coast of Skeletons⁠(d) (1965) – Helga
- The Hell of Manitoba⁠(d) (1965) – Jade Grande
- Sunscorched (1965) – Anna-Lisa
- Sandy the Seal⁠(d) (1965) – Karen Van Heerden (lansat în 1969)
- Who Killed Johnny R.? (1966) – Bea Bordet
- Clint the Stranger⁠(d) (1967) – Julie Harrison
- Der Tod läuft hinterher (1967, TV miniseries) – Mary Hotkins
- The Unnaturals⁠(d) (1969) – Mrs. Vivian Taylor
- Die Journalistin (1970–1971, serial TV, 13 episoade) – Renate Albrecht
- Reserl am Hofe (1984) – Narator